# Stary Olesiec
Stary Olesiec – wieś w Polsce położona w województwie wielkopolskim, w powiecie pleszewskim, w gminie Chocz.
Do 1870 istniała gmina Olesiec. W latach 1975–1998 miejscowość administracyjnie należała do województwa kaliskiego.